# Tim Connolly
Tim Connolly, född 7 maj 1981 i Syracuse, New York, är en amerikansk professionell ishockeyspelare som spelar för Toronto Maple Leafs i NHL. Han har tidigare spelat för New York Islanders och Buffalo Sabres. Han draftades i första rundan av New York Islanders 1999 som 5:e spelare totalt.
Connolly missade hela säsongen 2003–04 på grund av symtom av hjärnskakning.

## Statistik

### Klubbkarriär
| 1996–97    | Syracuse Stars      | MTJHL | 50  | 42  | 62  | 104 | 34  | —  | — | —  | —  | — |
| 1997–98    | Erie Otters         | OHL   | 59  | 30  | 32  | 62  | 32  | 7  | 1 | 6  | 7  | 6 |
| 1998–99    | Erie Otters         | OHL   | 46  | 34  | 34  | 68  | 50  | —  | — | —  | —  | — |
| 1999–00    | New York Islanders  | NHL   | 81  | 14  | 20  | 34  | 44  | —  | — | —  | —  | — |
| 2000–01    | New York Islanders  | NHL   | 82  | 10  | 31  | 41  | 42  | —  | — | —  | —  | — |
| 2001–02    | Buffalo Sabres      | NHL   | 82  | 10  | 35  | 45  | 34  | —  | — | —  | —  | — |
| 2002–03    | Buffalo Sabres      | NHL   | 80  | 12  | 13  | 25  | 32  | —  | — | —  | —  | — |
| 2004–05    | SC Langnau Tigers   | NL-A  | 16  | 7   | 3   | 10  | 14  | —  | — | —  | —  | — |
| 2005–06    | Buffalo Sabres      | NHL   | 63  | 16  | 39  | 55  | 28  | 8  | 5 | 6  | 11 | 0 |
| 2006–07    | Buffalo Sabres      | NHL   | 2   | 1   | 0   | 1   | 2   | 16 | 0 | 9  | 9  | 4 |
| 2007–08    | Buffalo Sabres      | NHL   | 48  | 7   | 33  | 40  | 8   | —  | — | —  | —  | — |
| 2008–09    | Buffalo Sabres      | NHL   | 48  | 18  | 29  | 47  | 22  | —  | — | —  | —  | — |
| 2009–10    | Buffalo Sabres      | NHL   | 73  | 17  | 48  | 65  | 28  | 6  | 0 | 1  | 1  | 2 |
| 2010–11    | Buffalo Sabres      | NHL   | 68  | 13  | 29  | 42  | 20  | 6  | 0 | 2  | 2  | 2 |
| 2011–12    | Toronto Maple Leafs | NHL   | 70  | 13  | 23  | 36  | 40  | —  | — | —  | —  | — |
| NHL totalt |                     |       | 697 | 131 | 300 | 431 | 300 | 36 | 5 | 18 | 23 | 8 |

### Internationellt
| År            | Lag           | Turnering     | Matcher | Mål | Assist | Poäng | Utv |
| ------------- | ------------- | ------------- | ------- | --- | ------ | ----- | --- |
| 1999          | USA           | JVM           | 6       | 1   | 0      | 1     | 8   |
| 2001          | USA           | VM            | 9       | 3   | 3      | 7     | 4   |
| Junior totalt | Junior totalt | Junior totalt | 6       | 1   | 0      | 1     | 8   |
| Senior totalt | Senior totalt | Senior totalt | 9       | 3   | 4      | 7     | 4   |